# Галілео (космічний апарат)

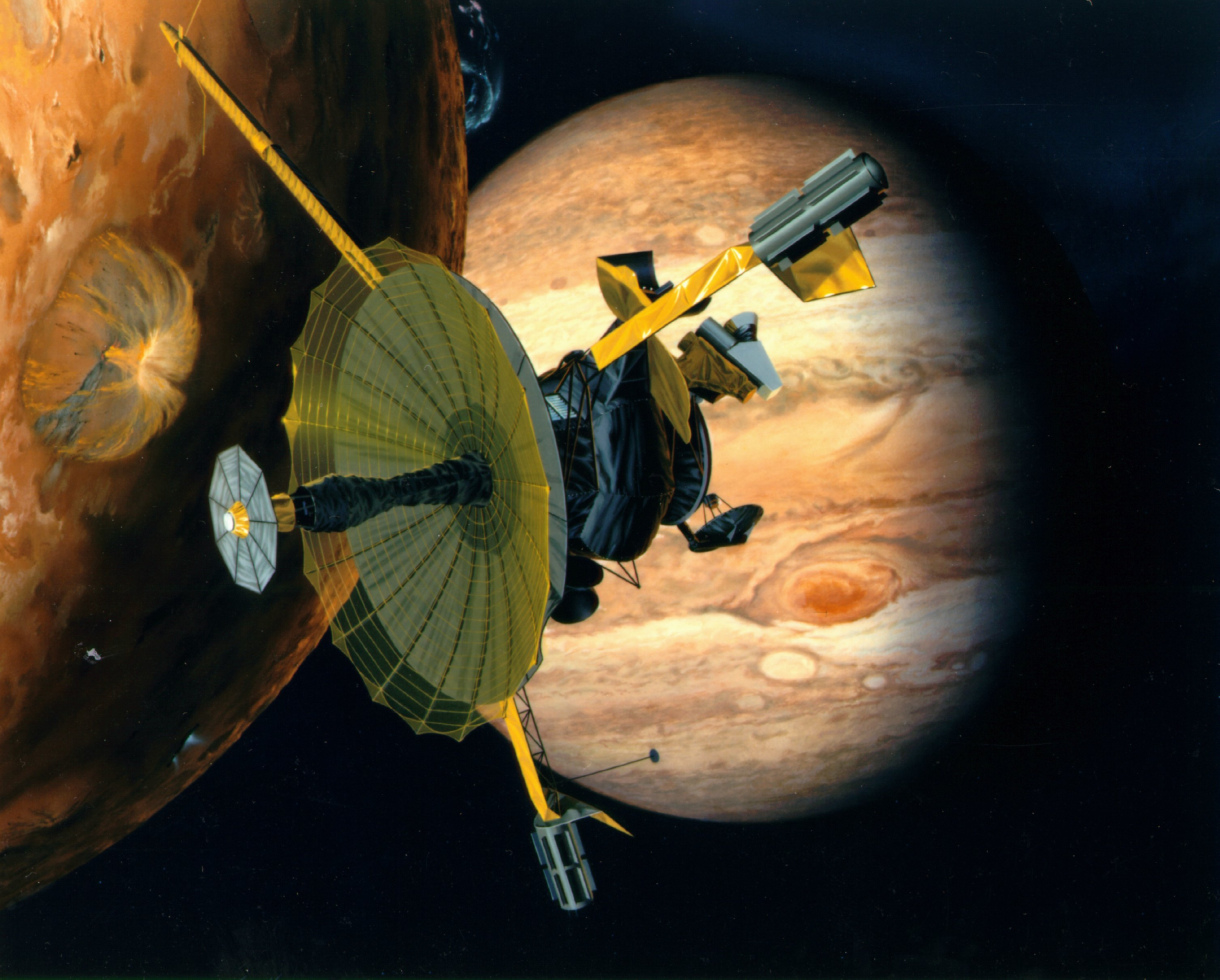
Художнє уявлення космічного зонда «Галілео» на планеті Юпітер

Космічний апарат «Галілео» (англ. Galileo spacecraft) — автоматичний космічний зонд НАСА, створений для дослідження Юпітера і його супутників. Космічний апарат було запущено 1989 року, він працював до 2003 року. Це був перший космічний апарат, який вийшов на орбіту Юпітера, досліджував планету тривалий час і скинув на планету спускний апарат. Космічний зонд передав більше 30 гігабайт інформації, зокрема 14 тисяч зображень планети й її супутників, а також унікальну інформацію про атмосферу Юпітера. Космічний зонд названо ім'ям Галілео Галілея, який 1610 року відкрив перші чотири супутники Юпітера.

## Історія створення

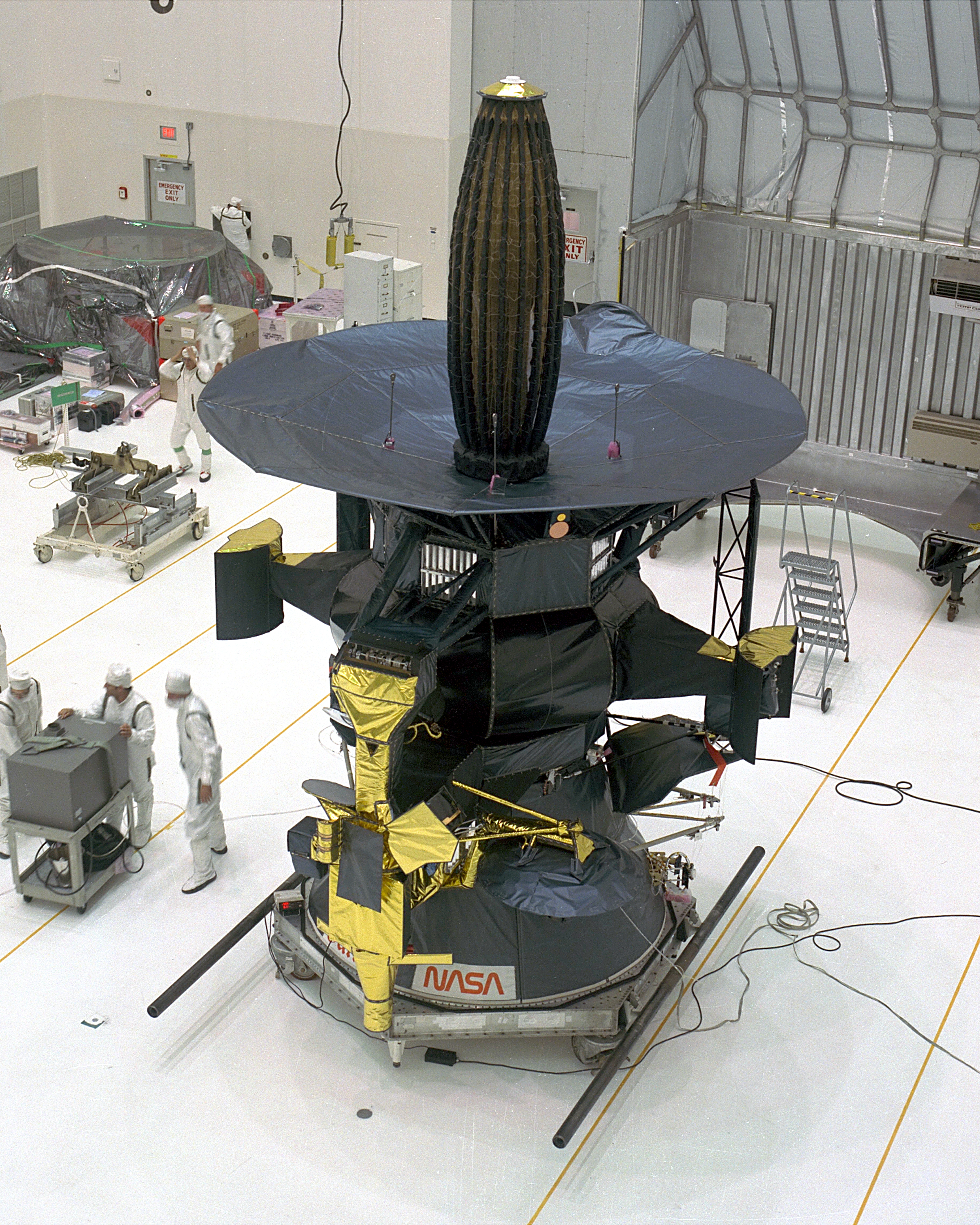
«Галілео» на стадії тестування
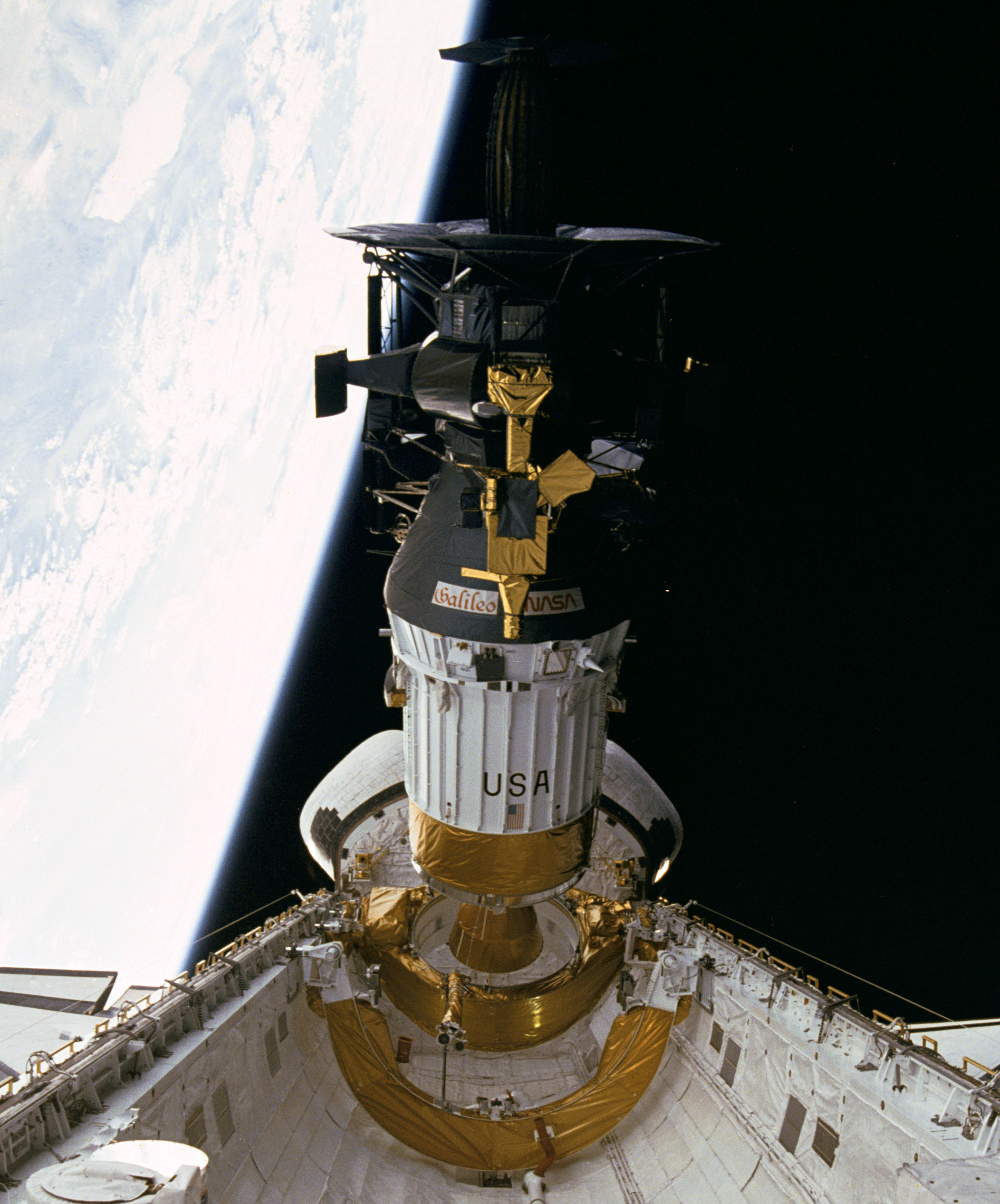
Запуск «Галілео» з борту «Атлантіса»

Проєктування космічного зонду почалося в 1977 році, коли було ухвалено рішення про дослідження атмосфери Юпітера за допомогою космічного апарата. Метою місії було вивчення атмосфери Юпітера, його супутників і її будови, магнітосфери, передавання зображення планети та її супутників тощо.
Спочатку планувалося, що космічний зонд «Галілео» буде виведений на навколоземну орбіту за допомогою «шатла», а потім розігнаний за допомогою прискорювача «Кентавр» у бік Юпітера. Але після загибелі «Челленджера», доставка «Кентавра» на орбіту за допомогою «шатла» була заборонена. Після аналізу було знайдено траєкторію перельоту, яка значно економила паливо й дозволяла обійтися без «Кентавра». Ця траєкторія, яку назвали VEEGA (Venus-Earth-Earth Gravity Assist), використовувала тяжіння Венери і Землі для здійснення пертурбаційних маневрів.
Апарат полетів спочатку до Венери і двічі пролетів поблизу Землі, перед тим як вийти на траєкторію до Юпітера, час польоту становив близько 6 років. «Галілео» здійснив дослідження Венери й двох астероїдів (951 Гаспра, 243 Іда). Унаслідок змін початкової траєкторії знадобився додатковий сонячний захист. Оскільки поблизу Сонця апарат мав бути повернутий таким чином, щоб перебувати в тіні сонячного захисту, використання основної антени було неможливим. Тому було вирішено не розкривати її, поки апарат не відійде від Сонця на безпечну відстань, а для підтримання зв'язку було встановлено додаткову малопотужну антену. Але основна антена згодом так і не розкрилася.
Сумарні витрати на місію «Галілео» склали 1,5 млрд доларів.
Основні події:
- Апарат було запущено 18 жовтня 1989 року з борту космічного корабля «Атлантіс» (місія STS-34). Старт не раз переносився через катастрофу «Челленджера»;
- 1990 року пролетів біля Венери, здійснивши деякі дослідження цієї планети;
- 1991 року увійшов у кільце астероїдів, між орбітами Марса й Юпітера;
- 1994 року сфотографував, як комета Шумейкерів—Леві 9 врізалася в Юпітер;
- 7 грудня 1995 року вийшов на орбіту Юпітера;
- Передбачалось, що біля Юпітера «Галілео» працюватиме два роки, переходячи з однієї орбіти на іншу з метою зближення з кожним із великих супутників. Усього було розроблено 11 орбіт. Насправді «Галілео» «освоїв» набагато більше орбіт, зробивши 35 обертів навколо Юпітера впродовж 8 років;
- 21 вересня 2003 року, після 6 років польоту і 8 років дослідження системи Юпітера, місію «Галілео» було завершено. Апарат було спрямовано в атмосферу Юпітера зі швидкістю близько 50 км/с аби уникнути занесення земних мікроорганізмів на супутники Юпітера. «Галілео» згорів у верхніх шарах атмосфери Юпітера.

## Технічні характеристики
Вага апарата висотою 5 метрів склала 2223 кг, зокрема 118 кг наукового обладнання, 340 кг — апарат приземлення, 925 кг палива.
Електроенергетична установка складалась із двох радіоізотопних елементів потужністю близько 500 Вт (сонячні батареї не застосовувались через велику відстань від Сонця).
На апараті було встановлено 4 антени — основну, малопотужну і приймальну для зв'язку з апаратом спуску. Основна антена не розкрилась, і зв'язок із Землею відбувався за допомогою малопотужної антени. Швидкість зв'язку становила 160 біт/с замість 134 Кбіт/с. Було розроблено алгоритми стиснення інформації (зокрема, обрізання темного фону фотознімків), але якість деяких фотознімків довелося зменшувати. Навантаження на основний комп'ютер значно зросло, стиснення частково виконувались на комп'ютері, який відповідав за систему орієнтації «Галілео». Стрічковий пристрій збереження інформації мав ємність 900 Мегабіт, але з ним також були проблеми.
Енергію для апарата виробляли дві радіоізотопні установки загальною початковою потужністю 570 Ват (490 ват на час прибуття до Юпітера).
Апарат було оснащено ракетним двигуном тягою в 400 ньютонів (зробленим у ФРН) і 12 малими двигунами орієнтації по 10 ньютонів. Гальмування під час заходу на юпітеріанську орбіту виконувалось за допомогою основного двигуна, а переходи з однієї орбіти на іншу, здебільшого, за допомогою двигунів орієнтації, хоча в двох переходах застосовувався й основний двигун.
«Галілео» мав 11 наукових приладів, і ще 7 було на зонді, який спускався на Юпітер.
Апарат було обладнано камерою, яка давала зображення 800х800 пікселів. Камера виготовлена за принципом телескопа-рефлектора, працювала за допомогою кремнієвих сенсорів і була обладнана різними фільтрами для зйомки в різних діапазонах. Спектральний діапазон камери — від 0,4 до 1,1 мікрометра (видимий діапазон 0,4—0,7 мкм). Радіаційний захист камери виконувало 1-сантиметрове танталове покриття. Роздільна здатність камери, встановленої на «Галілео», у 20 разів перевищувала показник камер «Вояджерів», а для деяких знімків — до 1000 разів.
Спектрометр близького інфрачервоного діапазону (NIMS) дозволяв отримувати зображення високої роздільної здатності в інфрачервоному діапазоні. За його допомогою можна було складати «температурні карти», робити висновки про хімічний склад поверхні супутників Юпітера, а також визначати теплові й хімічні характеристики атмосфери планети, зокрема, внутрішніх шарів. Діапазон хвиль, реєстрованих NIMS, становив від 0,7 до 5,2 мкм.
Фотополярометр був покликаний вимірювати інтенсивність і поляризацію світла, відбитого/розсіяного від Юпітера й поверхні його супутників. Прилад одночасно виконував функції полярометра, фотометра й радіометра. За допомогою фотополярометра робились оцінки, як складу й структури атмосфери, так і потоків теплового й відбитого випромінювання. Полярометр реєстрував електромагнітні хвилі довжиною до 110 мкм.
Ультрафіолетовий спектрометр працював у діапазоні хвиль від 54 до 128 нанометрів, а додатковий ультрафіолетовий спектрометр — від 113 до 438 нанометрів. За допомогою цих приладів визначалися характеристики атмосферних газів, полярних сяйв, світіння атмосфери та іонізованої плазми навколо Юпітера і його супутника Іо. Крім того, ультрафіолетові спектрометри дозволяли визначати фізичний стан речовин на поверхні супутників: іній, крига, пісочна субстанція тощо.
Деякі прилади (детектор частинок високих енергій та ін.) застосовувалися, здебільшого, для вивчення плазми, що складає магнітосферу Юпітера. Детектор пилових часток реєстрував частки масою від 10-7 до 10-16 грам у космічному просторі й на орбіті Юпітера. Здійснювалися також небесномеханічні й радіоексперименти (наприклад, проходження радіосигналу через іоносферу й атмосферу).
Спускний апарат мав масу 340 кг і розмір близько метра. Його було обладнано парашутною системою, радіопередавачем для зв'язку з «Галілео» й науковими приладами. На ньому не було приймальної антени й власних двигунів. До комплекту приладів входили:
- прилад для визначення структури атмосфери (вимірювання температури, тиску й густини впродовж спуску);
- мас-спектрометр (визначення хімічного складу атмосфери);
- нефелометр (для вивчення структури хмар і їх будови);
- прилад для реєстрації блискавок, вимірів радіовипромінювання й реєстрації заряджених частинок;
- прилад для точного виміру частки гелію в атмосфері;
- прилад для реєстрації потоків випромінювання й енергії в атмосфері;
- радіопередавач було використано для виміру швидкості вітру за ефектом Доплера.

## Перебіг космічної експедиції

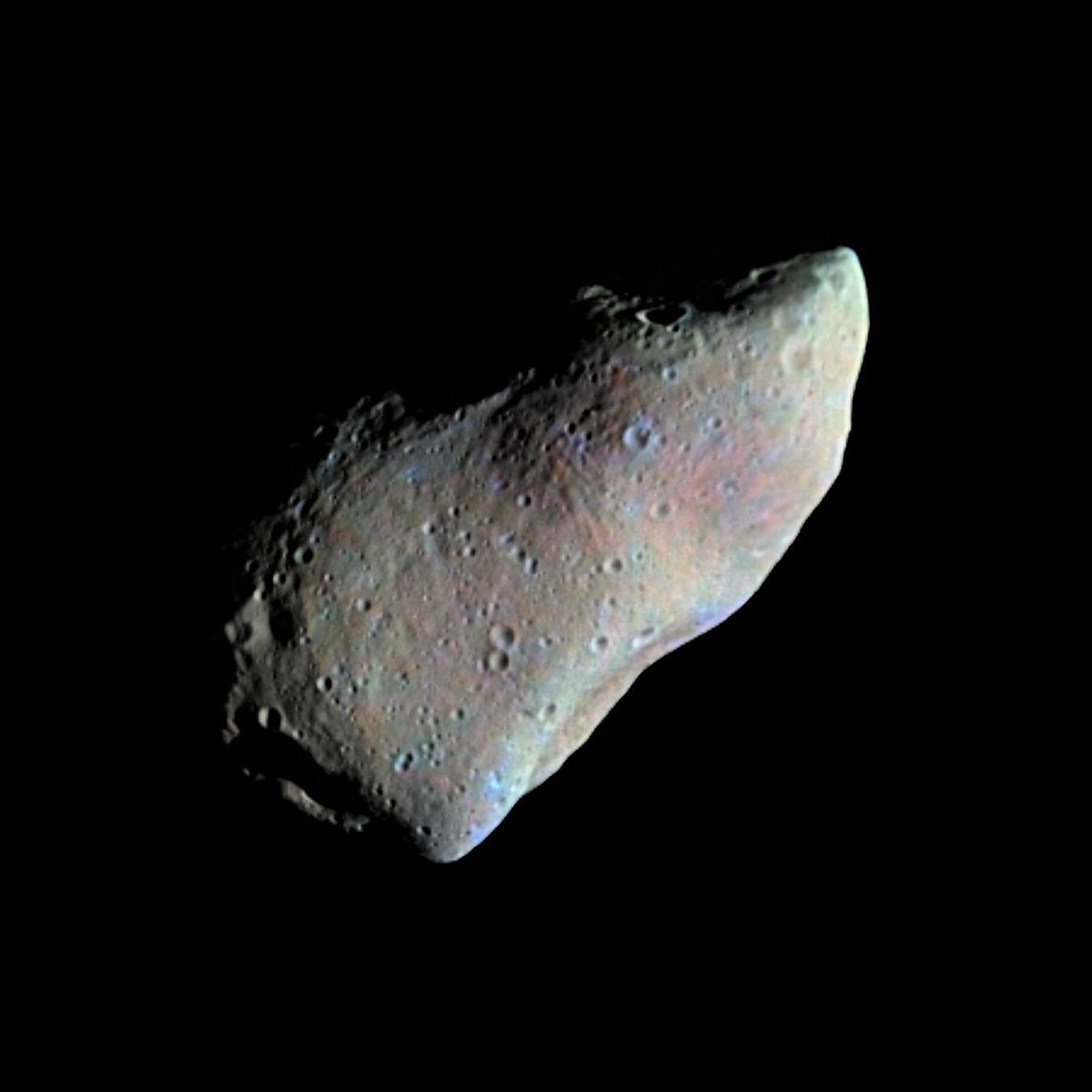
Мозаїчне зображення астероїда Гаспра

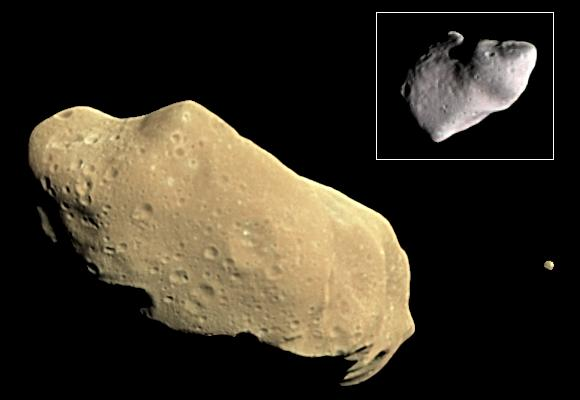
Астероїд Іда зі супутником Дактиль

Перебуваючи в поясі астероїдів, «Галілео» зблизився з астероїдом Гаспра й надіслав на Землю перші знімки, зроблені зблизька. Через рік «Галілео» пройшов повз астероїд Іда й виявив у нього невеликий супутник, названий Дактилем.
1994 року на поверхню Юпітера впала комета Шумейкерів—Леві 9. «Галілео» спостерігав подію зблизька.
У грудні 1995 року спускний апарат увійшов до атмосфери Юпітера. Зонд працював в атмосфері приблизно годину, й опустився на глибину 130 км. Згідно з вимірами, зовнішній рівень хмар характеризувався тиском в 1,6 атмосфер і температурою —80 °C
«Галілео» детально досліджував динаміку атмосфери Юпітера й інші параметри планети. Зокрема, він виявив, що атмосфера Юпітера має «мокрі» і «сухі» ділянки. У деяких «сухих плямах» вміст водяної пари був у 100 разів меншим, ніж в атмосфері в цілому. Ці «сухі плями» могли збільшуватися й зменшуватися, проте вони постійно виявлялися на одних і тих же місцях, що свідчить про системність циркуляції атмосфери Юпітера. «Галілео» зареєстрував численні грози з блискавками в 1000 разів потужнішими за земні.
Передав багато знімків Великої Червоної Плями — велетенського шторму (що за розміром перевищує діаметр Землі), який спостерігають вже 300 років. «Галілео» також виявив «гарячі плями» уздовж екватора. Мабуть, у цих місцях шар зовнішніх хмар тонкий, і можна бачити гарячіші внутрішні ділянки[джерело?].
Завдяки цій інформації «Галілео» було побудовано точніші моделі процесів, що відбуваються в атмосфері Юпітера.
Велике значення мали дослідження супутників Юпітера. За час свого перебування на орбіті Юпітера «Галілео» проходив близько до супутників Юпітера: Європа, Іо, Ганімеда і Каллісто.
Отримано велику кількість нових даних і детальні знімки поверхні супутників. Було встановлено, що супутник Іо має власне магнітне поле, підтверджено теорію про наявність океану рідкої води під поверхнею Європи, висловлено гіпотези про наявність рідкої води в надрах Ганімеда і Каллісто. Також було визначено незвичайні характеристики Амальтеї.
| Знімки супутників Юпітера, зроблені «Галілео» | Знімки супутників Юпітера, зроблені «Галілео» |
| --------------------------------------------- | --------------------------------------------- |
|                                               |                                               |
|                                               |                                               |